# Edenhope
Edenhope (783 habitants) est un village de l'État de Victoria, en Australie. Situé sur la Wimmera Highway, au bord du lac Wallace, à 30 kilomètres de la frontière avec l'Australie-Méridionale, à 390 km au nord-Ouest de Melbourne, elle est située dans le comté de Wimmera Ouest.
La ville doit son nom au fait que les premiers colons du nom de Hope étaient originaires de Eden River en Écosse.